# Rhytidodera robusta
Rhytidodera robusta är en skalbaggsart som beskrevs av Charles Joseph Gahan 1891. Rhytidodera robusta ingår i släktet Rhytidodera och familjen långhorningar. Inga underarter finns listade i Catalogue of Life.